# Nagy Lajos (lelkész, 1856)
Nagy Lajos (Tivadar (Ugocsa megye), 1856. február 15. – 1927 után) református lelkész.

## Élete
Nagy Menyhért református lelkész és Forray Ágnes fia. Gimnáziumi tanulmányait a sárospataki főiskolában és a máramarosszigeti református líceumban, a teológiai tanfolyamot pedig a debreceni főiskolán végezte. 1879-ben Szatmáron, 1883-ban Makón lett segédlelkész, ahonnét 1885-ben a felsőbányai egyház választotta lelkészévé. A nagybányai egyházmegye pénztárnoka volt. 1925-ben felhívást intézett egyháza tagjaihoz, hogy megmentse egyházát az elpusztulástól, ugyanis a trianoni békeszerződést követő agrárreform, majd a városi segély megvonása ellehetetlenítette annak működését.
Egyházi és társadalmi cikkeket írt a Nagybányai Hirlapba és más egyházi és egyéb hírlapokba. Szerkesztette a Nagybányai Hirlapot 1898. áprilistól 1900. júliusig. 

## Munkája
- A felső-bányai evang. reform. egyház multja és jelene. Nagybánya, 1896. (Ism. Prot. Szemle. 1897.)